# Achirus scutum
Sole trémail
Espèce
Statut de conservation UICN

 LC  : Préoccupation mineure
La Sole trémail (Achirus scutum) est une espèce de poissons pleuronectiformes (c'est-à-dire des poissons plats ayant des côtés dissemblables).